# Gaspard Dehaene
Gaspard Dehaene est un pianiste français, né le 19 mai 1987 à Paris.

## Biographie
Gaspard Dehaene est issu d'une famille d'artistes. Il est le fils aîné d'Anne Queffélec, le petit-fils d'Henri Queffélec, et le neveu de Yann Queffélec. Il commence l'étude du piano dès l'enfance, pour s'orienter définitivement vers une carrière de pianiste concertiste à l'âge de 16 ans.
Après ses études au CRR de Paris dans la classe d'Anne-Lise Gastaldi, Gaspard Dehaene obtient en 2012 son Master au CNSMD de Paris, dans les classes de Bruno Rigutto et Denis Pascal. Il approfondit ensuite son art auprès de Jacques Rouvier au Mozarteum de Salzbourg, et avec Rena Shereshevskaya à l'École normale de musique de Paris. Parallèlement, il obtient son Master d'accompagnement vocal dans la classe d'Anne Le Bozec au CNSMD de Paris en 2017.

## Carrière
Gaspard Dehaene se produit dans de nombreux festivals en France — La Roque d'Anthéron, la Folle Journée de Nantes, Festival 1001 Notes, Radio France Montpellier, Flâneries musicales de Reims — ainsi qu'à l'étranger,.
Parmi ses derniers engagements, Gaspard Dehaene s’est produit au OJI Hall de Tokyo, à la Philharmonie de Paris, la Scala Paris, la Philharmonie d’Ekaterinbourg et le Carnegie Hall de New York.
Il a joué avec différents orchestres dont le Sinfonia Varsovia, l’Orchestre philharmonique de l’Oural et l’Orchestre Pasdeloup.
En 2007, il crée Une page d'éphéméride de Pierre Boulez, qu'il eut le privilège d'étudier avec le compositeur lui-même, et fut ensuite sollicité à plusieurs reprises par divers compositeurs tels R. Bruneau-Boulmier, F. Choveaux, C. Bray.
Chambriste passionné, il a réalisé un disque avec Adrien Boisseau et il est lauréat de la fondation Orsay-Royaumont au sein de laquelle il collabore avec la mezzo-soprano Victoire Bunel.
Gaspard Dehaene est depuis 2019 Artiste Steinway, artiste Génération Spedidam (années 2017-2021), et lauréat de plusieurs prix (Pro Musicis,concours International de San Sebastian, Piano Campus et Concours Alain Marinaro).
Il enseigne depuis 2021 en tant qu’assistant de la classe de Rena Shereshevskaya à l’École normale de musique de Paris Alfred-Cortot.

## Activité annexe
Avant de faire le choix de sa carrière, Gaspard Dehaene a beaucoup pratiqué le tennis (classement 5/6) : à l'âge de 16 ans, la rencontre musicale avec Chopin lui fait abandonner sa passion d'enfance, le tennis, pour la passion de sa vie, la musique,,.

## Discographie

### Albums solo
- 2016 : Fantaisie, Collection 1001 Notes[13]
- 2019 : Vers l’ailleurs, Collection 1001 Notes[14]
- 2022 : Chopin : À La Mazur, Collection 1001 Notes[11]

### Collaborations
- 2009 : Anne Queffélec, Johann Sebastian Bach : Contemplation, Mirare[15]
- 2015 : Adrien Boisseau et Gaspard Dehaene, Play Schumann, Oehms Classics[16]
- 2017 : Anne Queffélec, Entrez dans la danse..., Mirare[17]
- 2021 : Orsay-Royaumont Live : Carte postale, B Records[18]

### Vidéos
- [vidéo] Chopin - Valse de l'Adieu
- [vidéo] Schubert ( arr. F. Liszt ) : Auf dem Wasser zu singen - extrait de l'album Vers l'ailleurs
- [vidéo] Interview avec Gilles Simon